# Ramon Farguell i Montorcí

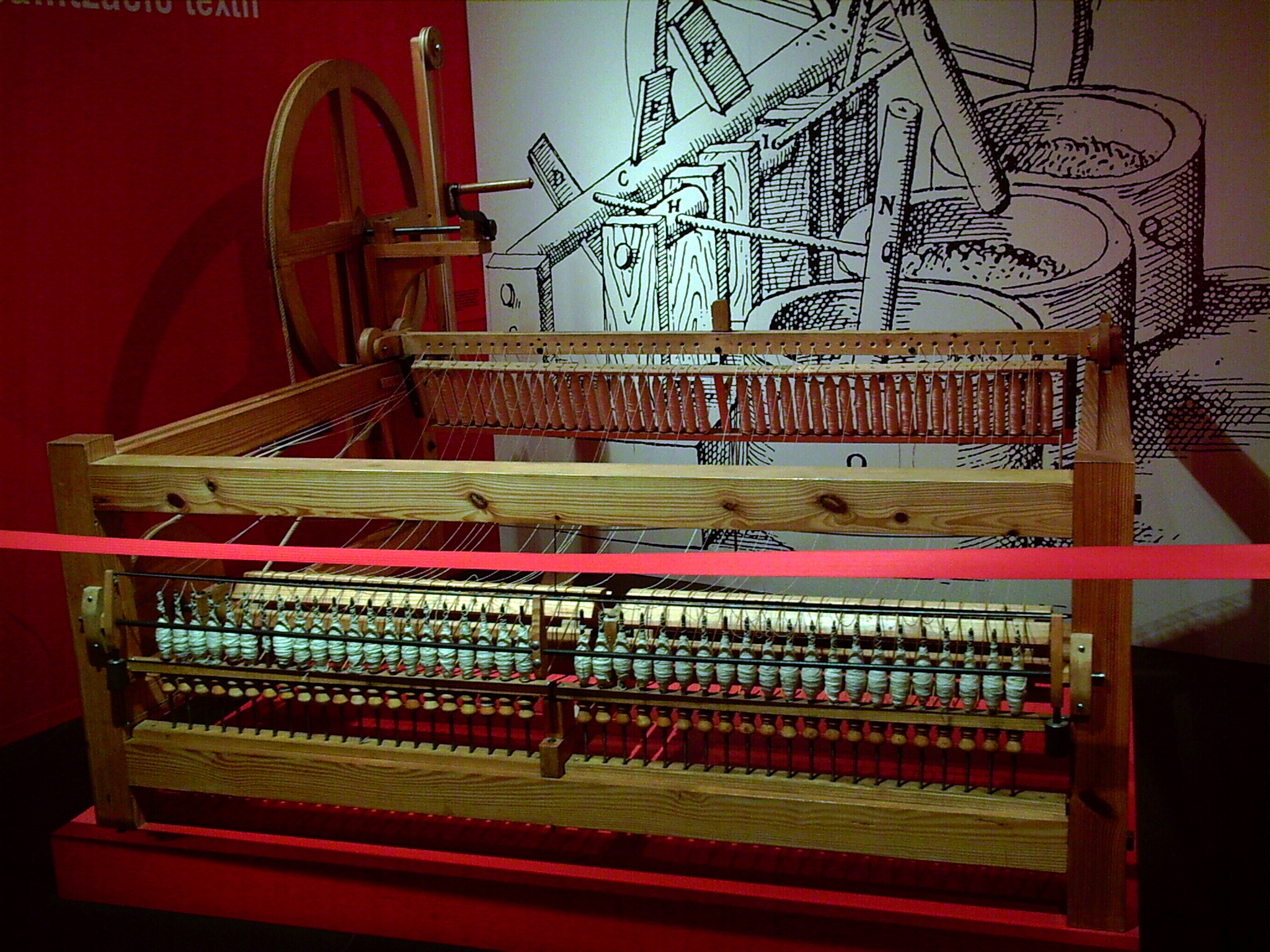
Filadora maixerina o berguedana, dissenyada pel fuster de Berga, Ramon Farguell, cap al 1789. Al MNATEC, a Terrassa.

Ramon Farguell i Montorcí   (Berga, 1769 - valor desconegut) conegut com el Maixerí, va ser un fuster que, entre els anys 1790 i 1795, durant la primera Revolució Industrial catalana, va inventar una nova màquina de filar anomenada berguedana o maixerina, que permetia filar a la vegada amb més d'un fus o pua, incrementant el rendiment. Així, amb les seves 130 pues, avantatjava la spinning jenny de l'anglès James Hargreaves, que només en tenia 40, fet que donà un gran impuls a la indústria cotonera catalana. Això va permetre que, a poc a poc, moltes fàbriques abandonessin les importacions de cotó filat i s'especialitzessin en la filatura.